# Kap Kormakitis

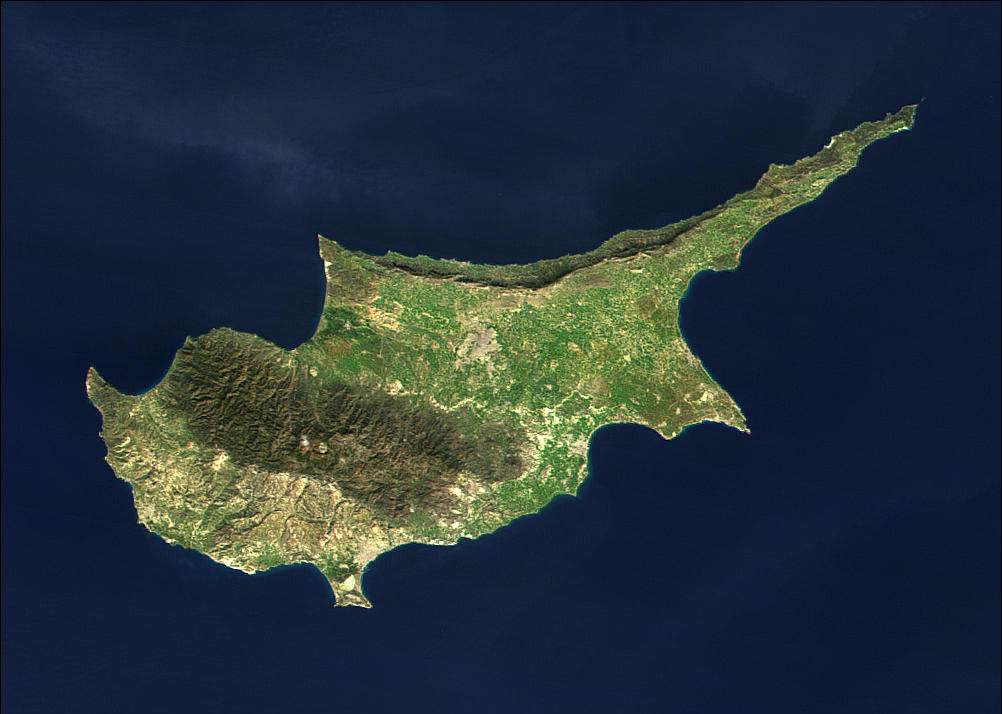
Kap Kormakitis in der Mitte der Nordküste der Mittelmeerinsel Zypern

Kap Kormakitis (griechisch Ακρωτήριο Κορμακίτη; türkisch Koruçam Burnu, auch Kormacit Burnu) liegt etwa in der Mitte der Nordküste der Mittelmeerinsel Zypern in der Türkischen Republik Nordzypern, an den Westausläufern der Beşparmak-Berge.
Kap Kormakitis bildet den nördlichsten Punkt der westlich liegenden Bucht von Morfou (derzeit Güzelyurt); nächste Küstenstadt ist das östlich gelegene Kyrenia (Girne).
Unweit des Kaps liegt das Dorf Kormakitis/Koruçam, das dem Kap seinen Namen gab und als das historische Zentrum der Maroniten gilt.

Koordinaten: 35° 24′ 14,4″ N, 32° 55′ 13,4″ O